# Neukölln (district)
Neukölln is een van de 12 districten (Verwaltungsbezirke) van Berlijn. Neukölln ligt in het zuiden van de stad en hoorde tot 1990 bij West-Berlijn. Het bestaat uit de stadsdelen Neukölln, Britz, Buckow, Rudow en Gropiusstadt.

## Geografie
Neukölln ligt in het zuiden van de Duitse hoofdstad ten oosten van Tempelhof-Schöneberg, ten westen van Treptow-Köpenick en ten zuiden van Friedrichshain-Kreuzberg. In het zuiden grenst het Bezirk aan de deelstaat Brandenburg. Het Bezirk Neukölln is onderverdeeld in vijf ortsteile en is deels gelegen in Teltow (streek).

### Ortsteile
| Ortsteil          | Opp. (km²) | Inwoners | Inw. per km² |                 |
| ----------------- | ---------- | -------- | ------------ | --------------- |
| 0801 Neukölln     | 11,71      | 167.111  | 14.271       | Berlin Neukölln |
| 0802 Britz        | 12,40      | 41.355   | 3.335        | Berlin Neukölln |
| 0803 Buckow       | 6,35       | 39.188   | 6.171        | Berlin Neukölln |
| 0804 Rudow        | 11,81      | 41.521   | 3.516        | Berlin Neukölln |
| 0805 Gropiusstadt | 2,67       | 36.541   | 13.686       | Berlin Neukölln |

## Politiek
Samenstelling districtsraad
Britz |
Buckow |
Gropiusstadt |
Neukölln |
Rudow
Charlottenburg-Wilmersdorf · 
Friedrichshain-Kreuzberg ·
Lichtenberg ·
Marzahn-Hellersdorf ·
Mitte ·
Neukölln ·
Pankow ·
Reinickendorf ·
Spandau ·
Steglitz-Zehlendorf ·
Tempelhof-Schöneberg ·
Treptow-Köpenick